# Luisa de Anhalt-Dessau (1709-1732)
Luisa de Anhalt-Dessau (en alemán, Luise von Anhalt-Dessau; Dessau, 21 de agosto de 1709-Bernburg, 29 de julio de 1732) fue princesa consorte de Anhalt-Bernburg como la primera esposa del príncipe Víctor Federico de Anhalt-Bernburg.

## Biografía
Luisa nació en Dessau el 21 de agosto de 1709, hija del príncipe Leopoldo I de Anhalt-Dessau y de Ana Luisa Föhse. Antes de su nacimiento, los padres de Luisa habían contraído un matrimonio morganático hasta que su madre, que era plebeya, fue elevada al rango de princesa imperial por el emperador Leopoldo I del Sacro Imperio Romano Germánico en 1701. Como su matrimonio pasó a ser dinástico, Luisa nació como princesa de Anhalt-Dessau.
El 25 de noviembre de 1724, Luisa contrajo matrimonio con el príncipe Víctor Federico de Anhalt-Bernburg, convirtiéndose en la princesa consorte de Anhalt-Bernburg. Dio a luz una hija, la princesa Sofía Luisa, el 29 de junio de 1732. Debido a complicaciones del parto, Luisa murió el 19 de julio de 1732 en Bernburg. Fue enterrada en la cripta de la Iglesia de San Egidio del Castillo de Bernburg.